# HAKOMEN
HAKOMEN（はこめん）とは、かつて存在した北海道函館市の2次元アイドルユニットである。

## 概要
函館市が同市の歴史上の偉人である土方歳三、榎本武揚、石川啄木、武田斐三郎、マシュー・ペリーを2次元キャラクター化して2021年（令和3年）にデビューさせた観光プロモーションのための2次元アイドルユニットである。函館観光PR大使。同ユニットは新型コロナウイルス感染症で落ち込む同市の観光産業を支え続け、感染症が5類になったことを契機に2024年（令和6年）3月1日に活動を終わらせた。
活動内容はプロポーザルで決定した業者が決定したが、函館市役所の若年職員もキャラクター制作に関わった。YouTubeで配信している1st楽曲の再生回数は約73,000回（2022年<令和4年>5月）で、同年10月には8万回近くになった。2021年（令和3年）の委託費用は1,000万円近くだった。

## プロット
中空土偶のチカラで召喚された函館にゆかりのある歴史上の人物たちが結成したアイドルグループ。

## キャラクター
土方歳三
- 声優：濱野大輝[7]

榎本武揚
- 声優：天﨑滉平[7]

石川啄木
- 声優：永塚拓馬[7]

武田斐三郎
- 声優：吉原康平[7]

ペリー
- 声優：市川太一[7]

中空土偶
- 通称・土偶P。同アイドルユニットのプロデューサー[8]

## ディスコグラフィー
- 君とHAKO☆DATE[9]（キミトハコデート）[7]
  - リリース日：2021年（令和3年）10月14日[7]
  - 作曲：橋本晋也[10]（きみとハコデート）[10]
  - 第62回全北海道広告協会賞[10]
    - フィルム部門優秀賞：函館市[10]
    - フィルム部門制作者賞：電通北海道/ティー・シー・ピー/REACTOR/スコピー/まちのおと[10]
- HAKODATEにKOI[9]
  - リリース日：2022年（令和4年）10月14日[3]
  - 作詞：石川啄木（設定）、作曲：中空土偶（土偶P、設定）[3]

## イベント
- ファンミーティング「HAKODATEで愛まSHOW」：函館市公民館：2023年9月10日[11]
- HAKOMEN 謎解きスタンプラリー：市内5箇所に設けられたスポットで謎を解き、スタンプを集める[12]

## コラボレーション
- はこだてWAON、HAKOMEN限定デザイン：イオン北海道・ダイエー：同市制施行100年を記念したもの[13]
- 函館市長選挙・函館市議会議員選挙期日前投票促進キャンペーン、投票済票配布：函館市選挙管理委員会[14]
- 市電1日乗車券HAKOMENデザイン：函館市企業局交通部[6]